# 사랑이 깊어질 때
《사랑이 깊어질 때》는 1979년 공개된 대한민국의 영화이다.

## 배역
- 정윤희
- 하명중
- 김희라